# Reichsmark
Il Reichsmark (Simbolo: ℛℳ) è stato la valuta della Germania dal 1924 fino al 20 giugno 1948, quando è stato sostituito dal marco tedesco nella Germania Ovest.

## Storia
Fu introdotto nel 1924 per sostituire il Papiermark. L'introduzione fu necessaria a causa dell'iperinflazione che aveva raggiunto il suo picco nel 1923. Il tasso di cambio tra il vecchio Papiermark e il Reichsmark fu 1 ℛℳ = 1012 Papiermark (un milione di milioni di Papiermark). 1 dollaro statunitense valeva 4,2 ℛℳ. Per stabilizzare l'economia e per agevolare il cambiamento, il Papiermark non fu sostituito immediatamente con il Reichsmark, ma con il Rentenmark, una valuta temporanea.

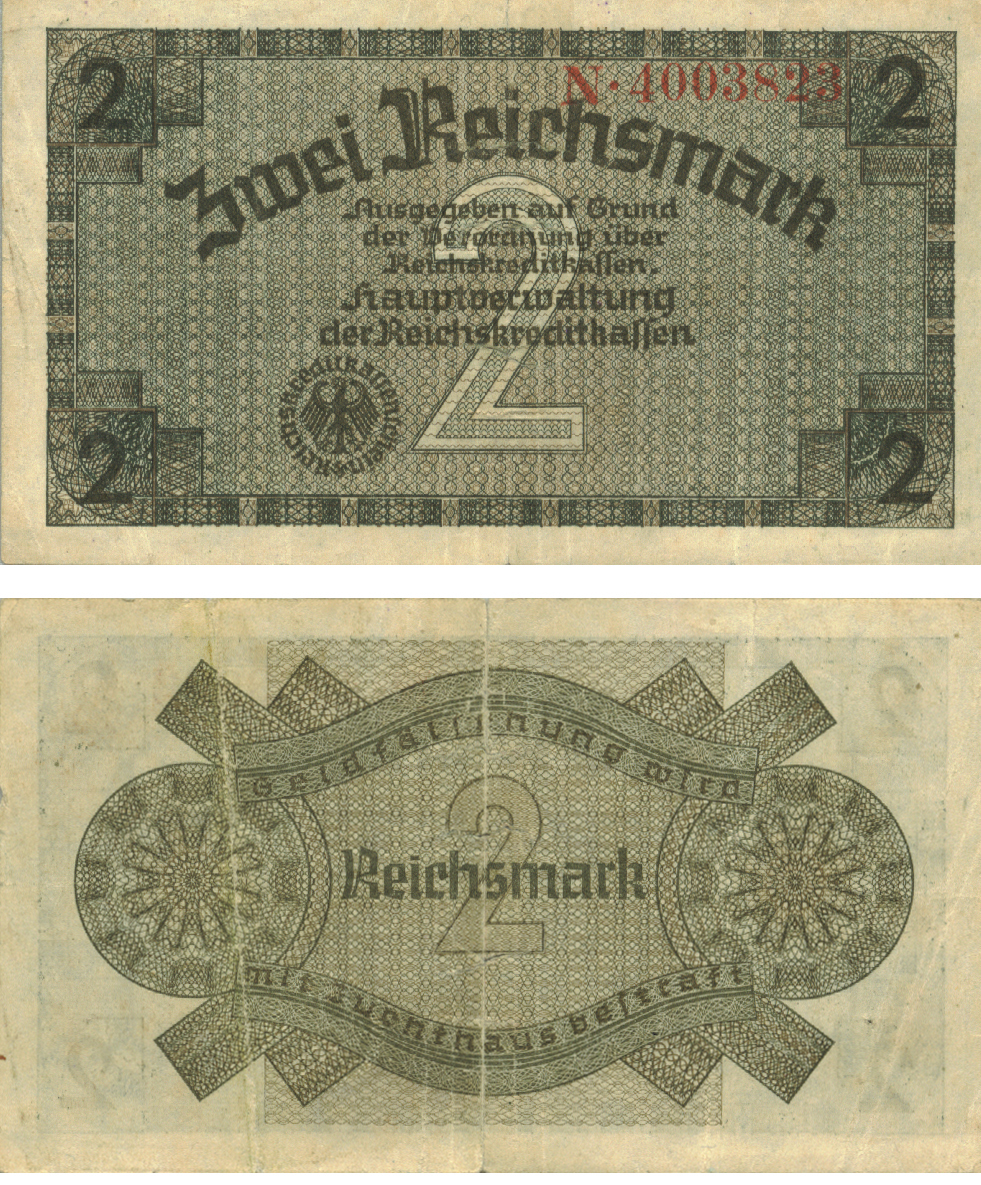
Banconota da 2 marchi dei territori occupati

Dopo la caduta della Germania nazista, la fine della seconda guerra mondiale in Europa e la costituzione di zone di occupazione della Germania, il Reichsmark continuava però ad avere corso legale nella zona d'occupazione sovietica, quindi la valuta passò dall'ovest, dove non aveva più valore, all'est: questo fenomeno causò un'improvvisa inflazione che rese le riserve private di banconote praticamente senza valore in pochissimo tempo. Continuò inoltre a circolare in Germania ma con nuove banconote stampate negli USA e nell'URSS, come anche le monete. 
Come misura di emergenza i sovietici sovrastamparono dei sigilli su quei Reichsmark e Rentenmark per i quali i possessori riuscissero a provare la provenienza, solo questi marchi furono cambiati quando la Deutsche Notenbank, la banca centrale della Repubblica Democratica Tedesca, emise il nuovo marco orientale con la successiva inevitabile riforma. Già il 24 luglio 1948 fu stampata una nuova serie di marchi: questi presero il nome ufficiale di Deutsche Mark fino al 1964, quando vennero ridenominati Mark der Deutschen Notenbank (MDN). Specialmente nell'ovest erano noti come Ostmark, cioè marchi dell'est.

## Descrizione
Le banconote sono tutte datate 1944 e avevano colori simili. Esistevano tagli da 0,50, 1, 5, 10, 20, 50, 100 e 1.000 Reichsmark. L'ente che emetteva le banconote era l'Alliierte Militärbehörde (Autorità Militare Alleata) con la scritta In Umlauf gesetzt in Deutschland ("messa in circolazione in Germania") sul fronte della banconota.

## Galleria d'immagini

### Banconote nella Germania nazista

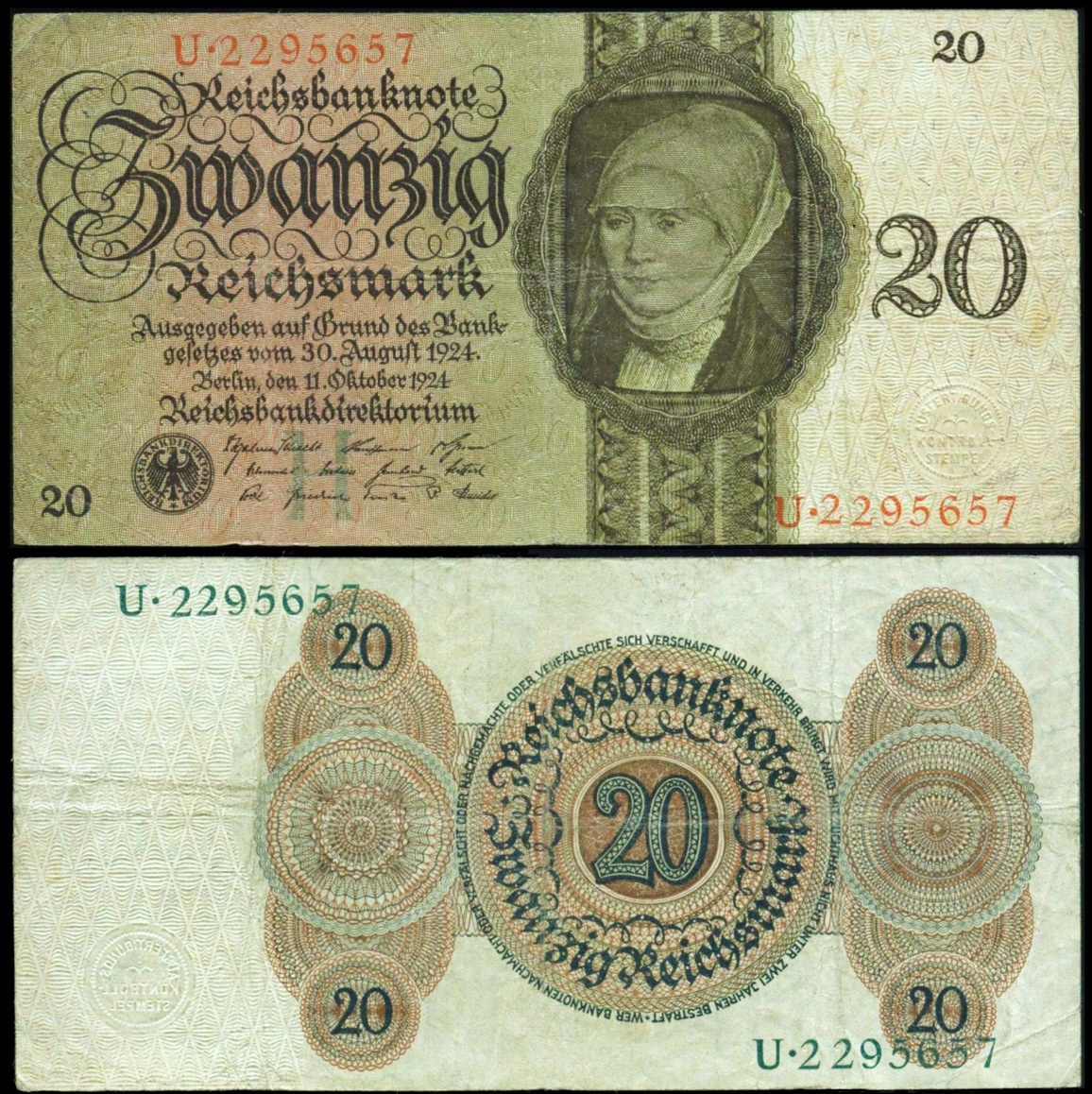
20 RM, 1924

### Banconote dei territori occupati

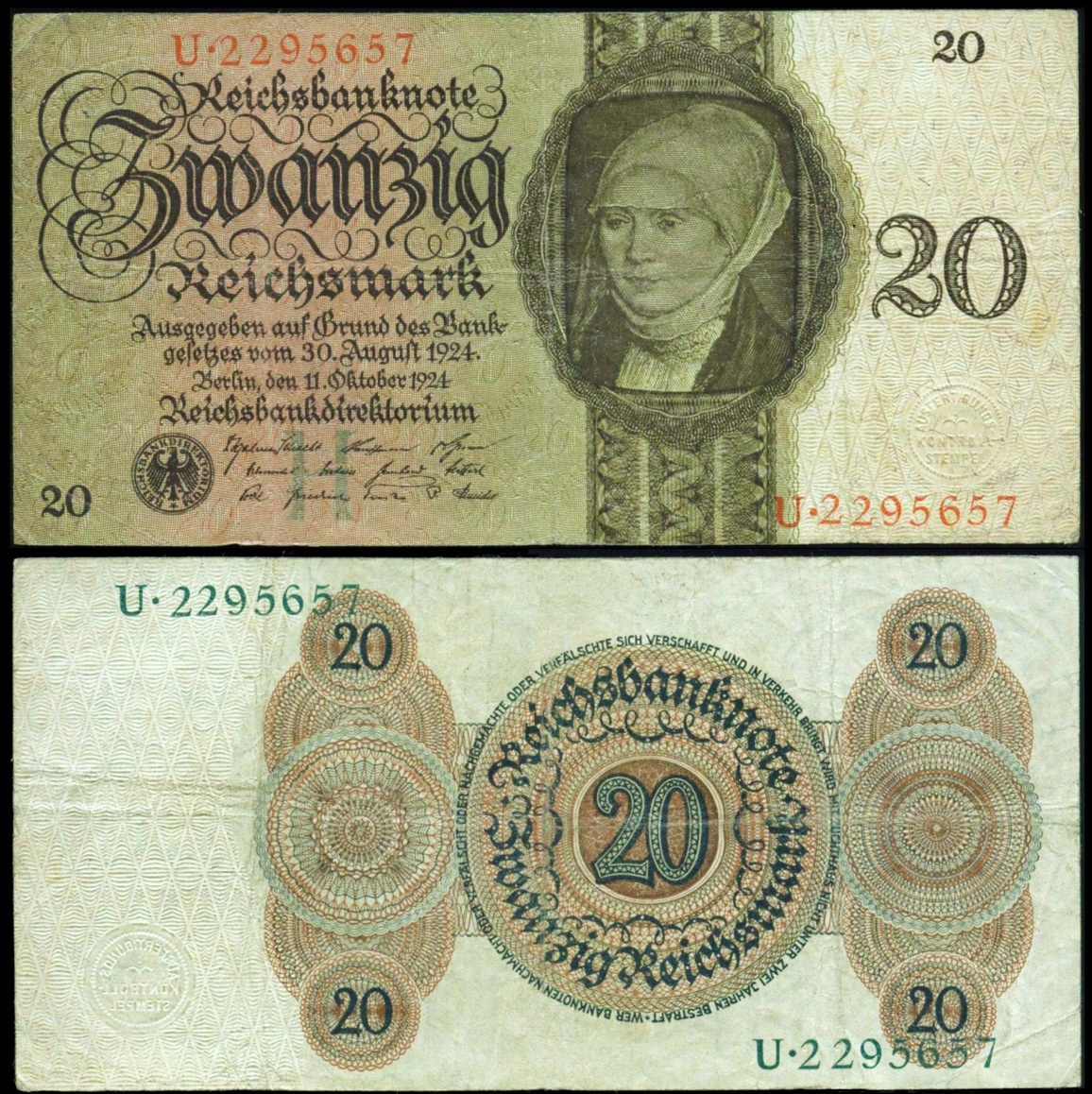
20 RM, 1924
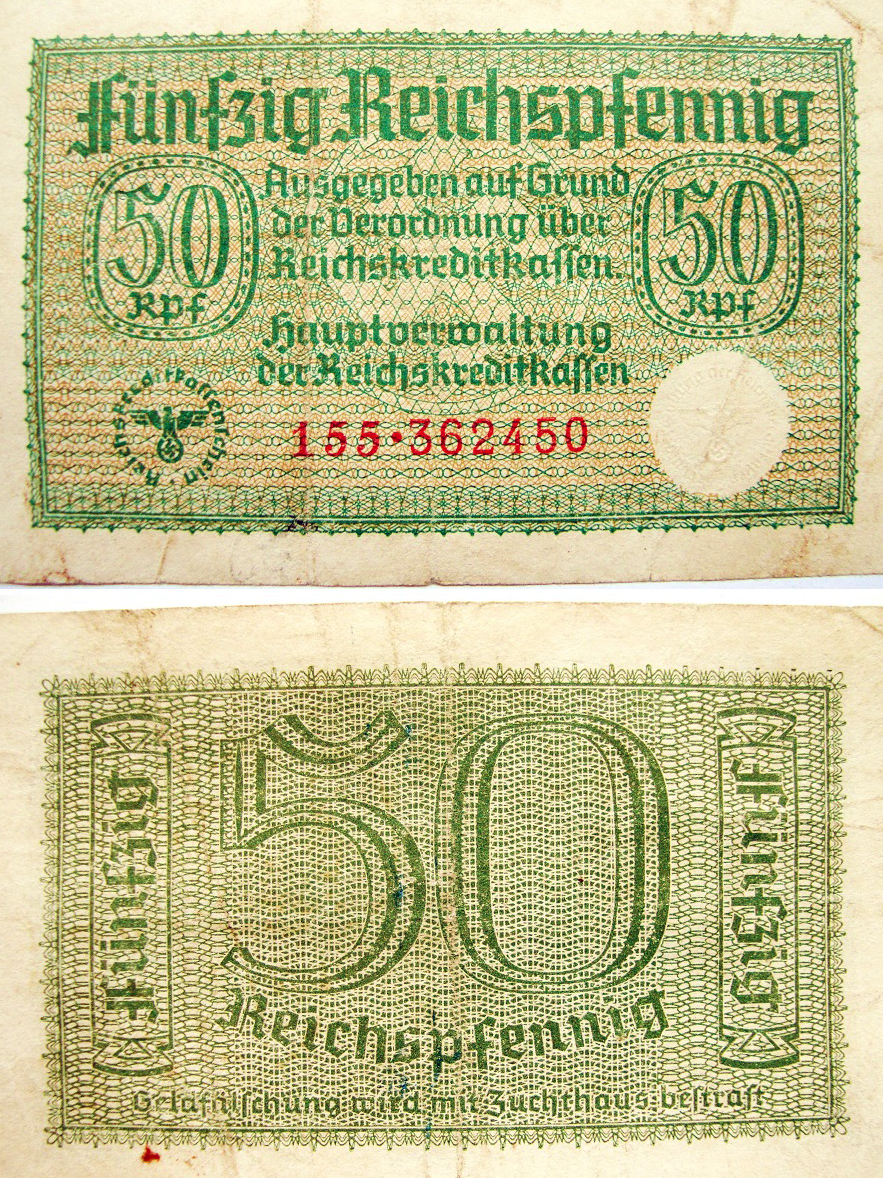
50 Rpf, 1938–1945
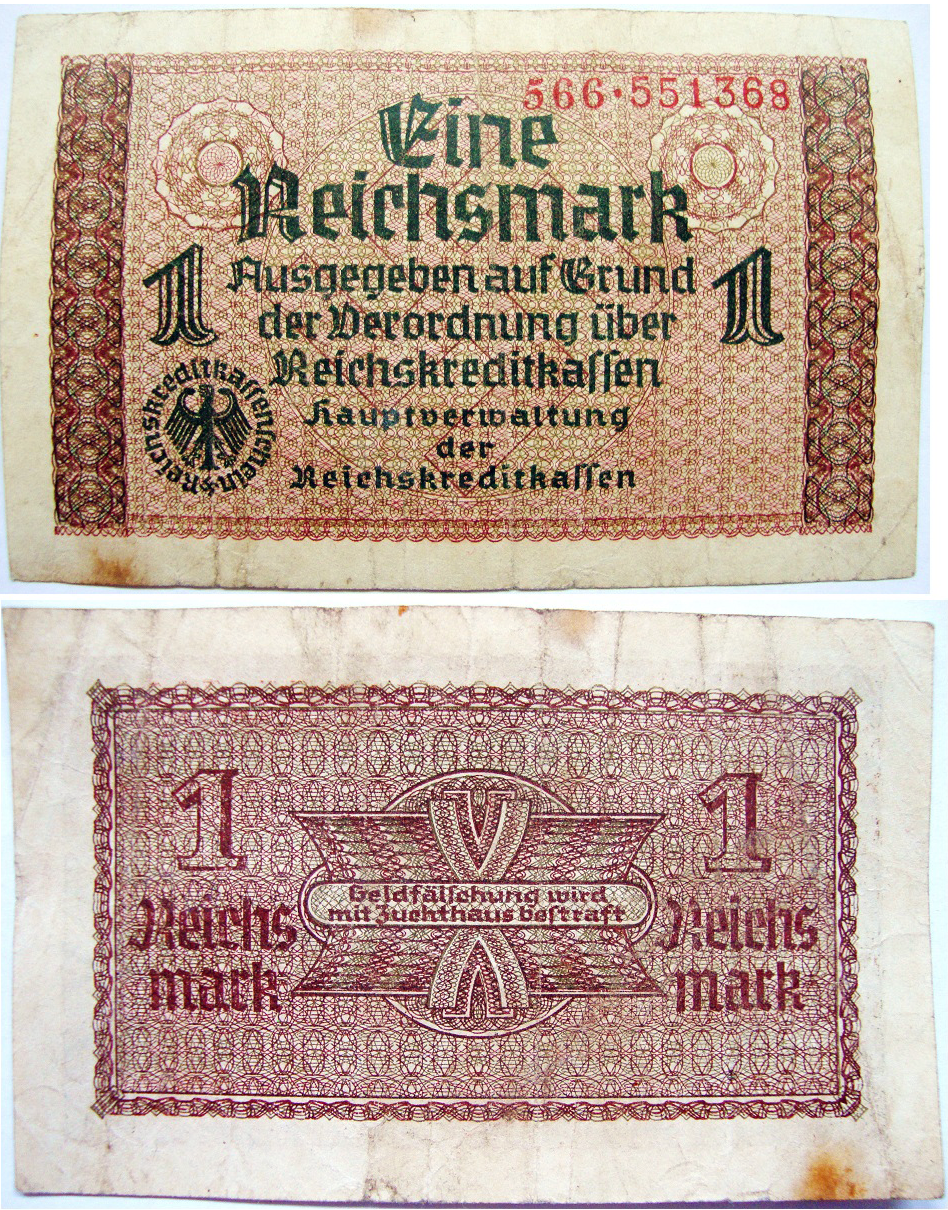
1 RM, 1938–1945
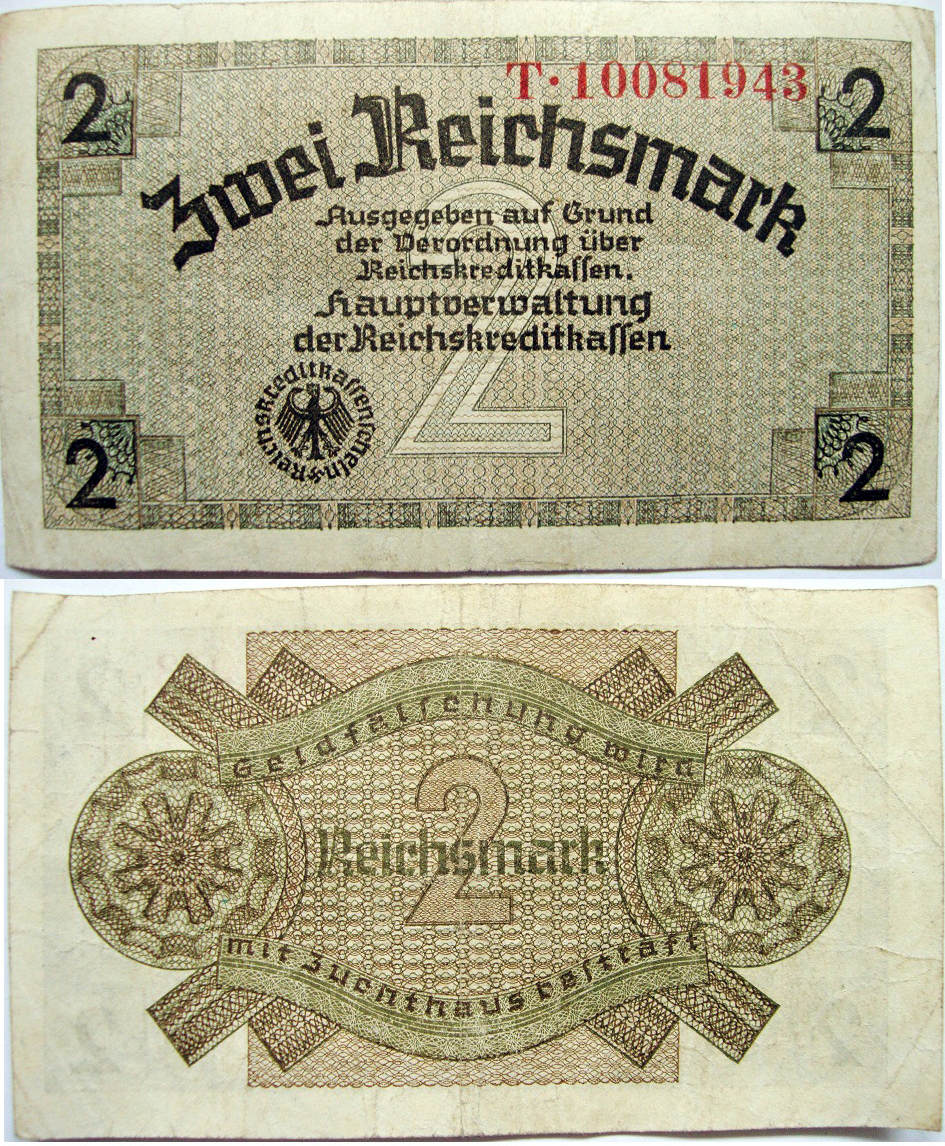
2 RM, 1938–1945
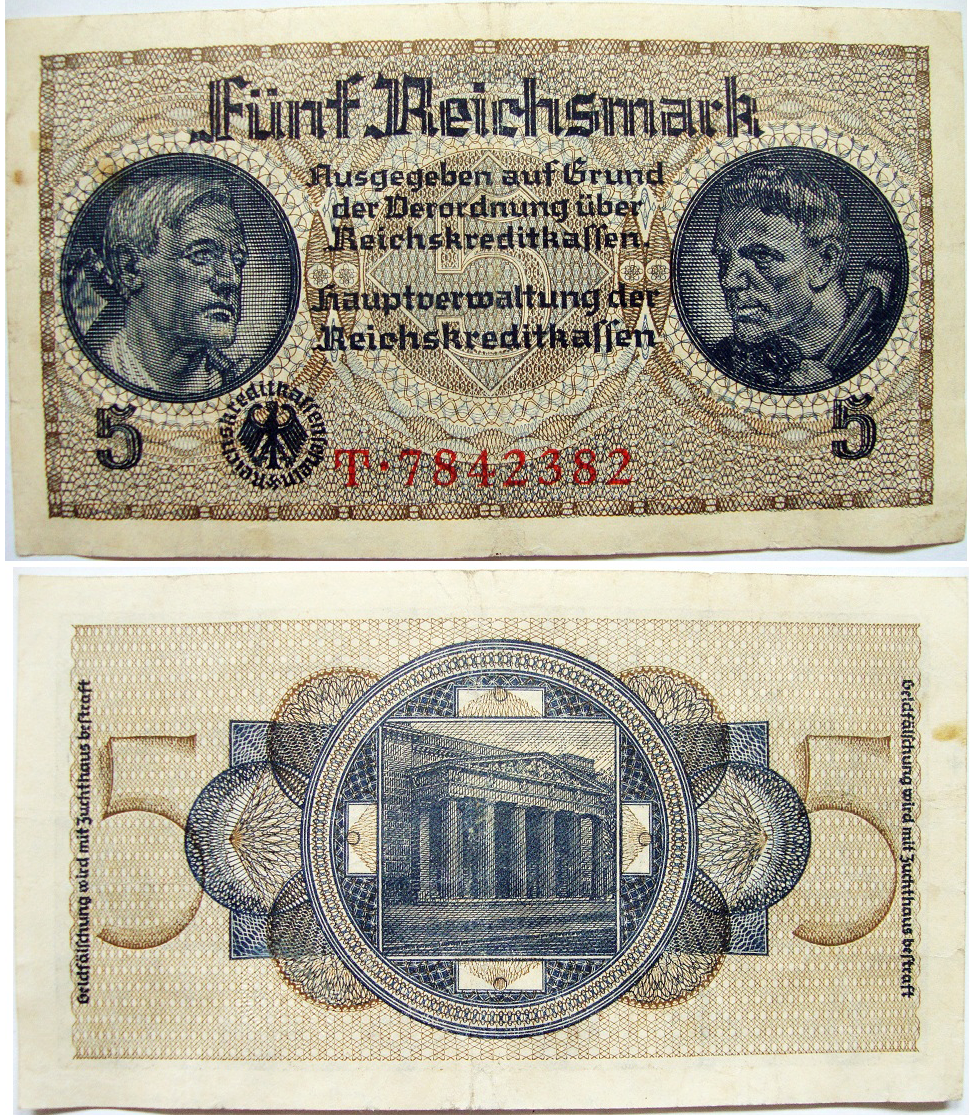
5 RM, 1938–1945
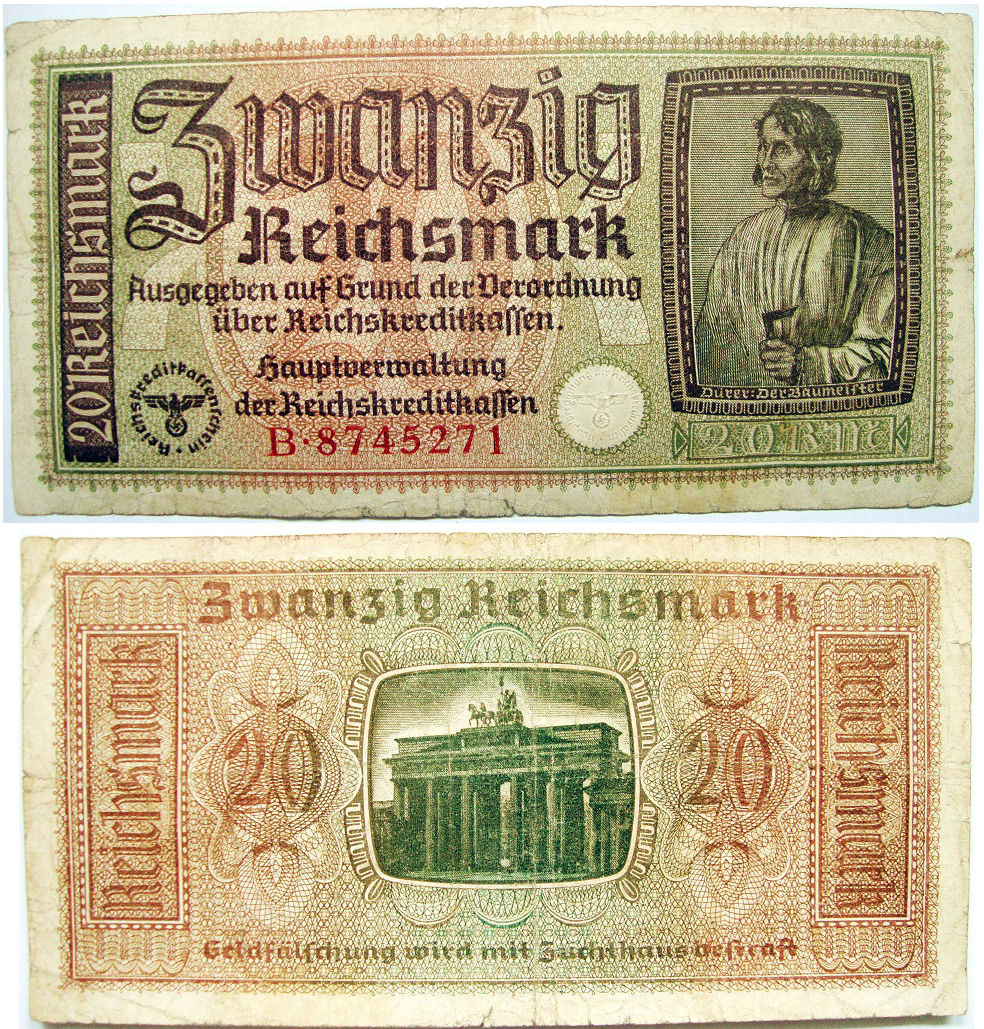
20 RM, 1938–1945
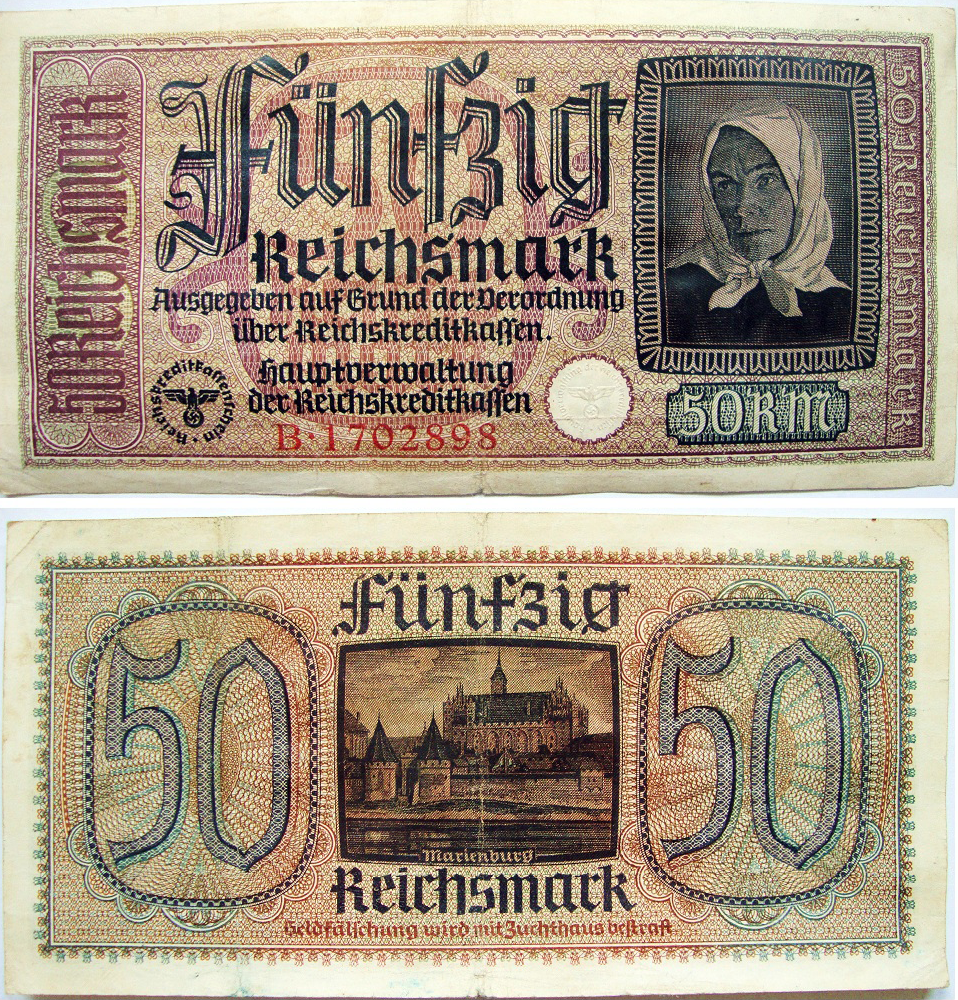
50 RM, 1938–1945